# Xã Forsyth, Michigan
Xã Forsyth (tiếng Anh: Forsyth Township) là một xã thuộc quận Marquette, tiểu bang Michigan, Hoa Kỳ. Năm 2010, dân số của xã này là 6.164 người.